# Gustaf Werder
Gustaf Frits William Werder, född 26 augusti 1918 i Limhamn, Malmöhus län, död 2 oktober 1977 i Malmö, var en svensk målare och tecknare.
Han var son till handelsresanden Johan Fredrik Jeppsson Werder och Agda Maria Bilstén. Werder började studera konst i mitten av 1930-talet vid olika konstskolor i Sverige, han var bland annat elev vid Skånska målarskolan innan han fortsatte sina studier utomlands. Han räknade sig själv som autodidakt. Separat ställde han ut på bland annat Malmö rådhus, SDS-hallen i Malmö samt i Lund, Stockholm och Växjö. Han medverkade i ett flertal av Skånes konstförenings utställningar i Malmö och Lund sedan början av 1940-talet. Werder är representerad vid Malmö museum. Han är begravd på Gamla kyrkogården i Malmö.   